# Roberto Giannatelli
Roberto Giannatelli SDB (* 26. Juni 1932; † 12. Oktober 2012) war ein römisch-katholischer Theologe und Kommunikationswissenschaftler.

## Leben
Roberto Giannatelli trat der Ordensgemeinschaft der Salesianer Don Boscos bei und empfing am 11. Februar 1960 die Priesterweihe.
Er ist Emeritus für Kommunikationswissenschaften an der Päpstlichen Universität der Salesianer UPS in Rom, wo er die Fakultät für Sozialkommunikation begründete. Er war Rektor der UPS von 1983 bis 1989.
Giannatelli ist langjähriger Leiter der Zeitschrift Intermed. Seit 1994 beschäftigte er sich intensiv mit medialer Bildung. Er gründete 1996 die „MED Media Education“ (Italienische Kammer für Bildung in den Medien), deren Ehrenpräsident er heute ist.

## Schriften
- Roberto Giannatelli: Don Bosco, Rom 1987
- Roberto Giannatelli: Pensiero e prassi di Don Bosco nel 1. centenario della morte., Rom 1988
- Roberto Giannatelli, P. Cesare Rivoltella: Teleduchiamo: Linee per Un Uso Didattico Della Televisione, Elle 1994, ISBN 88-01-10394-8
- Roberto Giannatelli, P. Cesare Rivoltella: Media educator. Nuovi scenari dell'educazione, nuove professionalità,  Unione Cattolica 2003